# أحداث حافلة فاس
تعود أحداث هذه القضية المشهورة بالكار ديال فاس (Le Bus de fes) إلى تاريخ 3 يونيو من سنة 1973 بين فريقين عملاقين في البطولة الوطنية المغرب الفاسي والوداد الرياضي. الكار ديال فاس تعني بالعربية حافلة فاس ويقصد بها الحافلة التي كانت تقل لاعبي المغرب الفاسي عند إجراء المقابلات خارج الميدان.

## تفاصيلالبطولة المغربيةلموسم 72/73 في ٱخر دورة

### على مستوى مقدمة الترتيب
كان المغرب الفاسي متصدر حتى الدورة الأخيرة، وحسابيا فقد كان توج باللقب في الدورة ما قبل الأخيرة بفارق 3 نقاط على النادي القنيطري أي وحتى لو إنهزم في ٱخر دورة وفاز النادي القنيطري سوف يصبح الفارق بينهما نقطة واحدة لصالح المغرب الفاسي لأنه كان يعتمد حينها نظام النقاط القديم: 3 نقاط للفائز 2 نقاط للتعادل ونقطة واحدة للمنهزم.

### على مستوى مؤخرة الترتيب
كان الوداد الرياضي ونادي اليوسفية الرباطي على التوالي في المركزين ما قبل الأخير والأخير، وكان نادي الجمارك متقدم على الوداد الرياضي ببنقطتين أي يعني حسابيا سقطت الوداد واليوسفية الرباطي للقسم الثاني ولو حتى تنتصر الوداد.

## حادثة الكار ديال فاس
في موسم 1979 تواجه فريق الوداد البيضاوي و النادي الفاسي و كان يلزم الوداد أربعة نقاط للبقاء في القسم الوطني اول و لم تأتي حافلة المغرب الفاسي مما سمح للوداد بالبقاء في القسم الأول

### نتيجة الواقعة
تم اعتبار المغرب الفاسي منهزمة بانسحاب (فورفي) مع حذف نقطة من رصيده وإضافة 4 نقاط للوداد. وقد سقط الجمارك واليوسفية الرباطية للقسم الوطني الثاني. وعلى مستوى المقدمة تفوق النادي القنيطري على المغرب الفاسي بفارق نقطة واحدة أيضا ليتوج كبطلا للموسم.

## رد جمهور الوداد
بعد استعادة الحادثة إعلاميا في محاولة للضرب بسمعة ومكانة الوداد البيضاوي ومكانتها التاريخية في الرياضة المغربية، بتسويق الحادثة على انها دعم مشبوه وغير نزيه لفريق الوداد الرياضي لتفادي السقوط إلى القسم الوطني الثاني بطريقة غير قانونية وغير نزيهة. وكأنها مطالبة بفتح تحقيق بصيغة: علاش الكار ماجاش من فاس؟! للموسم الرياضي 1973/1972 إنصافا للتاريخ الكروي المغربي. والتي تعني "لماذا لم تأتي الحافلة من مدينة فاس؟
رد الجمهور الوداد بقوة ومن مدينة فاس، بصياغة أغنية على شكل جواب «ها علاش الكار ما جاش من فاس» بما معناه باللهجة المغربي: «لأجل هذا لم تأتي الحافلة من مدينة فاس»
وكان السبب هو انسحاب فريق المغرب الفاسي بسبب أحدات مباراة سيدي قاسم وما شهدته من تجاوزات ردا على حكم المباراة والأجواء التنظيمية، إضافة إلى تكاسل لاعبي الفريق عن القدوم إلى مدينة الدار البيضاء، بسبب تواضع وسائل النقل الرياضية آنذاك وبعد المسافة الزمنية حينها بين المدينتين.
فأدى هذا الانسحاب إلى سحب البطولة من المغرب الفاسي وإضافة 4 نقاط للوداد الرياضي بقرار الجامعة فتفادت الوداد الرياضي السقوط إلى القسم الوطني الثاني لكرة القدم.

## ترتيب الدوري المغربي الممتاز 1972/1973
الترتيب النهائي لموسم 1972/1973 بعد إضافة 4 نقاط لرصيد الوداد الرياضي وسحب نقطة من المغرب الفاسي 
|     | Club             | Points | Joués | Victoires | Nuls | Défaites | Buts + | Buts - |  |
| --- | ---------------- | ------ | ----- | --------- | ---- | -------- | ------ | ------ |  |
| 1.  | النادي القنيطري  | 66     | 30    | 12        | 12   | 6        | 39     | 30     |  |
| 2.  | المغرب الفاسي    | 65     | 30    | 14        | 8    | 8        | 30     | 20     |  |
| 3.  | الجيش الملكي     | 64     | 30    | 12        | 9    | 9        | 39     | 27     |  |
| 4.  | الرجاء الرياضي   | 63     | 30    | 11        | 11   | 8        | 36     | 31     |  |
| 5.  | الدفاع الجديدي   | 62     | 30    | 11        | 10   | 9        | 28     | 26     |  |
| 6.  | اتحاد الخميسات   | 62     | 30    | 10        | 12   | 8        | 22     | 22     |  |
| 7.  | نهضة سطات        | 61     | 30    | 10        | 11   | 9        | 30     | 27     |  |
| 8.  | الطاس            | 61     | 30    | 10        | 11   | 9        | 34     | 33     |  |
| 9.  | الفتح الرباطي    | 61     | 30    | 8         | 15   | 7        | 28     | 30     |  |
| 10. | مولودية وجدة     | 61     | 30    | 11        | 9    | 10       | 33     | 36     |  |
| 11  | الوداد الرياضي   | 59     | 30    | 12        | 5    | 13       | 41     | 34     |  |
| 12  | شباب المحمدية    | 59     | 30    | 12        | 5    | 13       | 41     | 34     |  |
| 13  | اتحاد سيدي قاسم  | 59     | 30    | 10        | 9    | 11       | 36     | 37     |  |
| 14  | رجاء بني ملال    | 59     | 30    | 9         | 11   | 10       | 21     | 28     |  |
| 15. | نادي الجمارك     | 57     | 30    | 9         | 9    | 12       | 26     | 27     |  |
| 16. | اليوسفية الرباطي | 45     | 30    | 5         | 6    | 19       | 14     | 36     |  |

## اقرأ أيضا
- أحداث تاريخية في البطولة